# Виорика Дънчилъ
Виорика Дънчилъ (на румънски: Viorica Dăncilă) е румънски и европейски политик, министър-председател на Румъния от 29 януари 2018 г. до 4 ноември 2019 г.

## Биография
Родена е на 16 декември 1963 г. в Рошиори де Веде, Румъния. Тя става член на Социалдемократическата партия през 1996 г. в организацията „PSD“ на окръг Телеорман. През годините е заемала няколко длъжности както в „PSD“, така и в местната администрация. Виорика Дънчилъ е бивш местен съветник и окръжен съветник до 2009 г., когато е избрана за член на ЕП за първия ѝ мандат.
Освен това тя заема няколко лидерски позиции в партията, като президент на местната организация, вицепрезидент на „PSD“ Телеорман и президент на „Teleorman OFSD“. Преди да влезе в политиката, тя е била учител.